# Фотоалергія
Фотоалергі́я виникає, коли ультрафіолетове випромінювання хімічно змінює речовину, яка опинилася на шкірі, так, спричинюючи алергічні прояви.
При фотоалергічних реакціях хімічна речовина (лікарський засіб), що міститься в шкірі, поглинає фотони і утворює нову сполуку — «фотопродукт». Ця сполука зв'язується з цитоплазматичними або мембранними білками, утворюючи антиген. Фотоалергічні реакції виникають лише у деяких людей, що піддаються дії ультрафіолетових променів під час прийому лікарських засобів, — залежно від індивідуальної імунологічної реактивності.
Особливий випадок являє собою фотоалергія як реакція на різні лікарські рослини, що містять кумарини. Кумарини здатні відкладатися і накопичуватися в шкірі, підвищуючи її чутливість до сонячного випромінювання. Деякі цінні лікарські рослини містять кумарини, наприклад звіробій, рута пахуча, гречка. Після періоду зовнішнього чи внутрішнього застосування таких рослин у формі чаю, настоянки або екстракту шкіра на сонці може давати деякі алергічні реакції, наприклад сонячний опік або сильну алергічну висипку.
У серйозних випадках лікування може затягнутися на кілька тижнів, причому потім на шкірі залишиться нездорова пігментація. Причина подібної реакції криється у зниженні порогу подразнення шкіри до сонця внаслідок накопичення в ній світлочутливих речовин зовні. Прикладом такої дії є так званий трав'яний дерматит, коли шкіра людини, що лежить на траві під сильним сонцем, стикається з рослинами, що містять кумарини, наприклад підмаренником або пахучим колоском. Якщо тривалий час пити чай з однією або декількома з цих лікарських рослин, здатних викликати підвищену світлочутливість, слід уникати сонячних ванн і остерігатися прямих жорстких сонячних променів.
Якщо ж якої-небудь причини доводиться довго бути на сонці, певну допомогу можуть надати креми з високим ступенем захисту від сонця. Алергічну світлочутливу реакцію, різну по інтенсивності і частоті виникнення, можуть викликати: бергамот, гречка, дягель лікарський, звіробій, кервель, любисток, садова рута, петрушка, іван-чай, пастернак і селера.